# 쿠로시오 해류

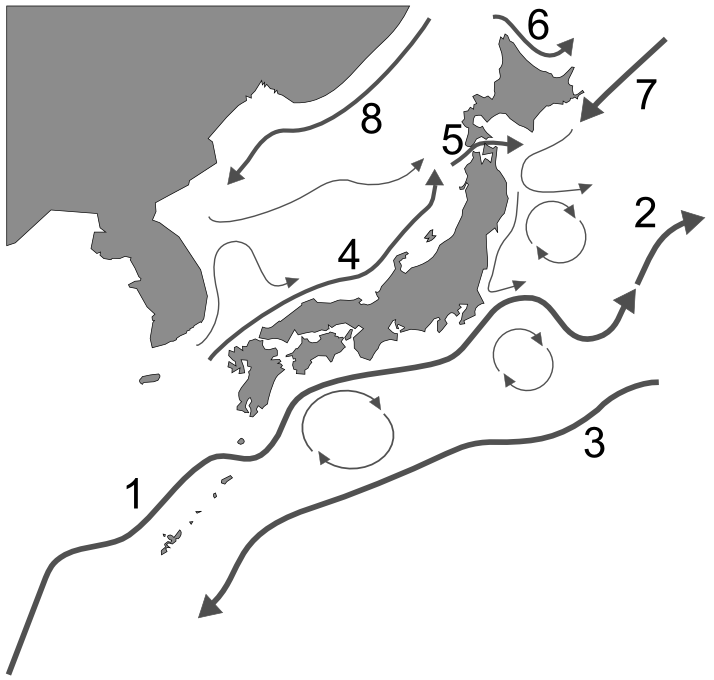
일본 열도 근해의 해류. 1번이 쿠로시오 해류이다.

쿠로시오 해류(黒潮 구로시오[*]) 또는 일본 해류(日本海流 니혼카이류[*])는 세계 최대의 난류인 멕시코 만류 다음으로 큰 해류로, 태평양 서부 타이완섬 동쪽에서 시작해서 북쪽으로 일본을 거쳐 흐른다. 일본 동쪽에서 오야시오 해류와 만나 동쪽으로 향하는 북태평양 해류가 된다. 해류의 일부는 동해로 흘러들어 대마난류가 된다.

## 기원
적도의 약간 북쪽을 북동 무역풍에 이끌려 북적도 해류가 태평양을 횡단하여 서쪽으로 흐른다. 그것이 필리핀이나 타이완의 먼바다에서 북쪽으로 굽어서 흐르면서 쿠로시오 해류가 된다.
남쪽에서 북상해 오는 쿠로시오의 바닷물은 따뜻하고 밀도가 작기 때문에 마치 빙산 꼭대기가 해면에 솟아나와 있는 것처럼 그 부분만 불룩하게 나와 있다. 이 때문에 해면에 경사가 생겨 이 경사에 의한 수평 압력 경도력과 코리올리 효과가 균형을 이루어 급류가 형성된다. 해면 경사를 물 속에 생긴 밀도차와 바꾸어도 큰 차이는 없다.  그러나 이러한 이론에는 모순이 있었다. 예를 들어 자동차 경주에서 자동차가 코스 안쪽의 상당히 경사진 커브로 왔다고 가정해 보자. 경주용 차는 그 지점에서 안쪽으로 전복되지 않기 위해 그 경사에 맞게 빠른 속도로 커브를 벗어나려고 한다. 이때 코스가 경사져 있기 때문에 경주용 차가 속력을 높였다는 역학 설명은 무의미하다. 속력을 낸 원인은 연소량을 구하지 않으면 역학 설명이 되지 않는다. 구로시오 해류가 급류가 된 원인을 밀도차 또는 해면 경사에서 찾는 이론은 그래서 모순이 있다.
이를 극복하고 구로시오 해류의 급류 원인을 다시 밝힌 것은 미국의 헨리 스톰멜이었다. 스톰멜의 이론에 의하면 쿠로시오 해류의 급류 원인은 태평양의 풍계(風系)와 코리올리 힘의 위도 변화(적도상에서는 코리올리의 힘이 0으로, 고위도 지방으로 갈수록 커진다)라고 한다.

## 흐름
북쪽으로 구부러진 흐름은 먼저 타이완과 일본의 여러 섬을 지나 동중국해로 돌입한다. 그리고 이 본류는 동중국해를 크게 원을 그리듯이 돌아 북상한다. 북쪽으로 가다가 대마난류를 만나 다시 태평양으로 나와서 북동쪽으로 진행한다. 그 후 동쪽으로 약간 방향을 바꾸어 일본 본토를 빠져나간다. 흐름은 비교적 빠른 편이다.
흑조(黒潮)는 말그대로 검은 조류라는 뜻으로도 된다. 즉 쿠로시오 해류는 검은색 조류기도 한다. 난류인 쿠로시오 해류는 영양염과 식물성 플랑크톤, 혼탁물이 적어 바닷물이 매우 맑기 때문에 태양빛 중 청남색을 많이 투과시켜 검게 보이는 것이다.

## 냉수괴
구로시오 해류가 일본 본토에 가까운 해역에서 이상 저온 현상을 나타내는 경우가 있다. 냉각괴가 있는 동안 구로시오해류는 이것을 우회하여 먼바다로 흐른다. 냉각괴는 상당히 큰 넓이를 갖고 있으며, 대단히 안정된 상태로 몇 년 간 지속되기도 한다. 냉각괴가 있는 바닷물은 쿠릴해류의 바닷물과 매우 비슷하다. 그렇기 때문에 냉각괴가 계속 지속되면 부근의 육상 기후까지 큰 영향을 받아 그 지방은 냉해를 입기 쉽다.

## 폭
구로시오해류의 폭과 두께는 타이완 북쪽에서 한국 남쪽 연안을 따라 북동쪽으로 흘러 다시 태평양 먼바다 쪽으로 사라지기까지 크게 변동한다. 구로시오의 두께를 1,000m라고 가정하고 평균 유량(流量)을 계산해 보면 매초 5,000만t이 나오는데, 실제로는 좀더 두께가 커서 매초 6,000만t 정도로 예상된다.